# Liekolampi (sjö i Pudasjärvi, Norra Österbotten)
Liekolampi är en sjö i kommunen Pudasjärvi i landskapet Norra Österbotten i Finland. Arean är 44 hektar och strandlinjen är 2,76 kilometer lång. Sjön  ingår i Ijo älvs huvudavrinningsområde.   Den ligger omkring 86 kilometer nordöst om Uleåborg och omkring 610 kilometer norr om Helsingfors. 